# Magen
Magen (hebr.: מגן) – kibuc położony w samorządzie regionu Eszkol, w Dystrykcie Południowym, w Izraelu.
Leży w zachodniej części pustyni Negew, w pobliżu Strefy Gazy.
Członek Ruchu Kibuców (Ha-Tenu’a ha-Kibbucit).

## Historia
Kibuc został założony w 1949.

## Gospodarka
Gospodarka kibucu opiera się na intensywnym rolnictwie.